# Saluggia (przystanek kolejowy)
Saluggia (wł. Stazione di Saluggia) – przystanek kolejowy w Saluggia, w prowincji Vercelli, w regionie Piemont, we Włoszech. Znajduje się na linii Turyn – Mediolan.
Według klasyfikacji RFI ma kategorię brązową.

## Linie kolejowe
- Turyn – Mediolan